# Donau-Übergangs-Kreuz
Das Donau-Übergangs-Kreuz (rumänisch Crucea Trecerea Dunarei) wurde am 23. März 1878 durch Fürst Carol I. mit Dekret Nr. 617 gestiftet und konnte als Verdienstauszeichnung an alle rumänischen Militär- und Zivilpersonen verliehen werden, die sich am Krieg gegen das Osmanische Reich auf der rechten Seite der Donau beteiligt hatten. Ebenso kam das Kreuz an Angehörige der verbündeten Russischen Streitkräfte zur Verleihung.

## Aussehen
Die Auszeichnung ist ein aus geschwärztem Eisen gefertigtes Wiederkreuz, in dessen Medaillon  sich die von einer Krone überragte gespiegelte Chiffre des Stifters  C  (Carol) findet. Im Revers die Jahreszahl 1877, mit der Umschrift  TRECEREA  (oben) und  DONARII  (unten).

## Trageweise
Getragen wurde die Auszeichnung von Militärpersonen an einem dunkelroten Band mit einem schwarzen Seitenstreifen, von Zivilisten an einem schwarzen Band mit einem dunkelroten Seitenstreifen auf der linken Brustseite.

## Sonstiges
Per Dekret vom 27. Oktober 1939 ergänzte König Carol II. die Bestimmungen und verfügte, dass wenn der lebende Inhaber des Kreuzes aktiver Offizier gewesen war, das Recht zum Tragen der Auszeichnung an seinen ältesten Sohn bzw. ältesten Bruder nach seinem Tode überging. Dazu wurde am Band dann die Spange mit der Aufschrift  TRADITIE  angebracht.